# Aardonyx celestae
Aardonyx celestae és una espècie de dinosaure prosauròpode que va viure al Juràssic inferior. Les seves restes fòssils es van trobar a la formació d'Elliot de Sud-àfrica. Té unes característiques del braç que són intermèdies entre els prosauròpodes i els sauròpodes.
Basant-se en l'estructura de les extremitats posteriors i la cintura pelviana d'Aardonyx es pot inferir que aquest dinosaure normalment es movia bípedament, però podia deixar-se caure i efectuar un moviment quadrúpede similar al d'Iguanodon. Comparteix alguns atributs amb els gegantins sauròpodes quadrúpedes com l'apatosaure. El descobriment del paleontòleg australià Adam Yates i del seu equip es va publicar a la revista científica Proceedings of the Royal Society B el novembre del 2009. El paleontòleg britànic Paul Barret del Museu d'Història Natural de Londres, que no estava implicat en la recerca, va comentar que el descobriment d'Aardonyx "ajuda a ocupar un espai important en el nostre coneixement de l'evolució dels sauròpodes, mostrant un animal primàriament bípede que podria haver començat a adquirir trets específics necessaris per a una vida sobre les quatre extremitats".
D'acord amb el Dr. Matthew Bonnan, un coautor de l'estudi, "Ja sabiem que els primers sauròpodes i quasi-sauròpodes podien ser bípedes. El que ens mostra Aardonyx, tanmateix, és que caminar sobre quatre potes i carregar pes a l'interior del peu és una tendència que va començar molt aviat en aquests dinosaures, molt abans del que haviem hipotetitzat prèviament.". Bonnan afegeix, "Des d'un nivell científic, és molt satisfactori tenir una hipòtesi de com es pensa que aquests dinosaures van esdevenir grans, aleshores comprovar-la en el camp i obtenir aquest tipus de dades - - un nou dinosaure - - que realment comença a omplir alguns d'aquests espais anatòmics."